# Athlétisme aux Jeux olympiques d'été de 1968, résultats détaillés
Pour les podiums, voir Athlétisme aux Jeux olympiques d'été de 1968

## Sprint

### 100 mètres hommes
| Rang | Athlète                    | Pays       | Performance |
| ---- | -------------------------- | ---------- | ----------- |
| 1    | Jim Hines                  | États-Unis | 9 s 95 (RM) |
| 2    | Lennox Miller              | Jamaïque   | 10 s 0      |
| 3    | Charles Greene             | États-Unis | 10 s 0      |
| 4    | Pablo Montes               | Cuba       | 10 s 1      |
| 5    | Roger Bambuck              | France     | 10 s 1      |
| 6    | Melvin Pender              | États-Unis | 10 s 1      |
| 7    | Harry Jerome               | Canada     | 10 s 1      |
| 8    | Jean-Louis Ravelomanantsoa | Madagascar | 10 s 2      |

### 100 mètres femmes
| Rang | Athlète          | Pays           | Performance |
| ---- | ---------------- | -------------- | ----------- |
| 1    | Wyomia Tyus      | États-Unis     | 11 s 0 (RM) |
| 2    | Barbara Ferrell  | États-Unis     | 11 s 1      |
| 3    | Irena Szewinska  | Pologne        | 11 s 1      |
| 4    | Raelene Boyle    | Australie      | 11 s 1      |
| 5    | Margaret Bailes  | États-Unis     | 11 s 3      |
| 6    | Dianne Burge     | Australie      | 11 s 4      |
| 7    | Chi Cheng        | Taipei chinois | 11 s 5      |
| 8    | Miguelina Cobian | Cuba           | 11 s 6      |

### 200 mètres hommes
| Rang | Athlète           | Pays                 | Performance  |
| ---- | ----------------- | -------------------- | ------------ |
| 1    | Tommie Smith      | États-Unis           | 19 s 83 (RM) |
| 2    | Peter Norman      | Australie            | 20 s 0       |
| 3    | John Carlos       | États-Unis           | 20 s 0       |
| 4    | Edwin Roberts     | Trinité-et-Tobago    | 20 s 3       |
| 5    | Roger Bambuck     | France               | 20 s 5       |
| 6    | Larry Questad     | États-Unis           | 20 s 6       |
| 7    | Michael Fray      | Jamaïque             | 20 s 6       |
| 8    | Joachim Eigenherr | Allemagne de l'Ouest | 20 s 6       |

### 200 mètres femmes
| Rang | Athlète          | Pays                 | Performance |
| ---- | ---------------- | -------------------- | ----------- |
| 1    | Irena Szewinska  | Pologne              | 22 s 5 (RM) |
| 2    | Raelene Boyle    | Australie            | 22 s 7      |
| 3    | Jennifer Lamy    | Australie            | 22 s 8      |
| 4    | Barbara Ferrell  | États-Unis           | 22 s 9      |
| 5    | Nicole Montandon | France               | 23 s 0      |
| 6    | Wyomia Tyus      | États-Unis           | 23 s 0      |
| 7    | Margaret Bailes  | États-Unis           | 23 s 1      |
| 8    | Jutta Stöck      | Allemagne de l'Ouest | 23 s 2      |

### 400 mètres hommes
| Rang | Athlète            | Pays                 | Performance  |
| ---- | ------------------ | -------------------- | ------------ |
| 1    | Lee Evans          | États-Unis           | 43 s 86 (RM) |
| 2    | Larry James        | États-Unis           | 43 s 9       |
| 3    | Ron Freeman        | États-Unis           | 44 s 4       |
| 4    | Amadou Gakou       | Sénégal              | 45 s 0       |
| 5    | Martin Jellinghaus | Allemagne de l'Ouest | 45 s 3       |
| 6    | Tegegne Bezabeh    | Éthiopie             | 45 s 4       |
| 7    | Andrzej Badenski   | Pologne              | 45 s 4       |
| 8    | Amos Omolo         | Ouganda              | 47 s 6       |

### 400 mètres femmes
| Rang | Athlète                | Pays                 | Performance |
| ---- | ---------------------- | -------------------- | ----------- |
| 1    | Colette Besson         | France               | 52 s 0 (RO) |
| 2    | Lillian Board          | Royaume-Uni          | 52 s 1      |
| 3    | Natalya Pechonkina     | Union soviétique     | 52 s 2      |
| 4    | Janet Simpson          | Royaume-Uni          | 52 s 5      |
| 5    | Aurelia Penton         | Cuba                 | 52 s 7      |
| 6    | Jarvis Scott           | États-Unis           | 52 s 7      |
| 7    | Helga Henning          | Allemagne de l'Ouest | 52 s 8      |
| 8    | Hermina van der Hoeven | Pays-Bas             | 53 s 0      |

## Course de demi-fond

### 800 mètres hommes
| Rang | Athlète          | Pays                 | Performance       |
| ---- | ---------------- | -------------------- | ----------------- |
| 1    | Ralph Doubell    | Australie            | 1 min 44 s 3 (RM) |
| 2    | Wilson Kiprugut  | Kenya                | 1 min 44 s 5      |
| 3    | Tom Farrell      | États-Unis           | 1 min 45 s 4      |
| 4    | Walter Adams     | Allemagne de l'Ouest | 1 min 45 s 8      |
| 5    | Jozef Plachý     | Tchécoslovaquie      | 1 min 45 s 9      |
| 6    | Dieter Fromm     | Allemagne de l'Est   | 1 min 46 s 2      |
| 7    | Thomas Saisi     | Kenya                | 1 min 47 s 5      |
| 8    | Benedict Cayenne | Trinité-et-Tobago    | 1 min 54 s 3      |

### 800 mètres femmes
| Rang | Athlète            | Pays        | Performance       |
| ---- | ------------------ | ----------- | ----------------- |
| 1    | Madeline Manning   | États-Unis  | 2 min 00 s 9 (RO) |
| 2    | Ileana Silai       | Roumanie    | 2 min 02 s 5      |
| 3    | Maria Gommers      | Pays-Bas    | 2 min 02 s 6      |
| 4    | Sheila Taylor      | Royaume-Uni | 2 min 03 s 8      |
| 5    | Doris Brown        | États-Unis  | 2 min 03 s 9      |
| 6    | Pat Lowe           | Royaume-Uni | 2 min 04 s 2      |
| 7    | Abigail Hoffman    | Canada      | 2 min 06 s 8      |
| 8    | Maryvonne Dupureur | France      | 2 min 08 s 2      |

### 1 500 mètres hommes
| Rang | Athlète             | Pays                 | Performance       |
| ---- | ------------------- | -------------------- | ----------------- |
| 1    | Kipchoge Keino      | Kenya                | 3 min 34 s 9 (RO) |
| 2    | Jim Ryun            | États-Unis           | 3 min 37 s 8      |
| 3    | Bodo Tümmler        | Allemagne de l'Ouest | 3 min 39 s 0      |
| 4    | Harald Norpoth      | Allemagne de l'Ouest | 3 min 42 s 5      |
| 5    | John Whetton        | Royaume-Uni          | 3 min 43 s 8      |
| 6    | Jacques Boxberger   | France               | 3 min 46 s 6      |
| 7    | Henryk Szordykowski | Pologne              | 3 min 46 s 6      |
| 8    | Josef Odlozil       | Tchécoslovaquie      | 3 min 48 s 6      |

## Course de fond

### 5 000 mètres hommes
| Rang | Athlète                   | Pays             | Performance   |
| ---- | ------------------------- | ---------------- | ------------- |
| 1    | Mohammed Gammoudi         | Tunisie          | 14 min 05 s 0 |
| 2    | Kipchoge Keino            | Kenya            | 14 min 05 s 2 |
| 3    | Naftali Temu              | Kenya            | 14 min 06 s 4 |
| 4    | Juan Máximo Martínez (en) | Mexique          | 14 min 10 s 8 |
| 5    | Ron Clarke                | Australie        | 14 min 12 s 4 |
| 6    | Wohib Masresha            | Éthiopie         | 14 min 17 s 6 |
| 7    | Nikolay Sviridov          | Union soviétique | 14 min 18 s 4 |
| 8    | Fikru Deguefu             | Éthiopie         | 14 min 19 s 0 |

### 10 000 mètres hommes
| Rang | Athlète                   | Pays             | Performance   |
| ---- | ------------------------- | ---------------- | ------------- |
| 1    | Naftali Temu              | Kenya            | 29 min 27 s 4 |
| 2    | Mamo Wolde                | Éthiopie         | 29 min 28 s 0 |
| 3    | Mohammed Gammoudi         | Tunisie          | 29 min 34 s 2 |
| 4    | Juan Máximo Martínez (en) | Mexique          | 29 min 35 s 0 |
| 5    | Nikolay Sviridov          | Union soviétique | 29 min 43 s 2 |
| 6    | Ron Clarke                | Australie        | 29 min 44 s 2 |
| 7    | Ron Hill                  | Royaume-Uni      | 29 min 53 s 2 |
| 8    | Wohib Masresha            | Éthiopie         | 29 min 57 s 0 |

## Courses de haies

### 80 mètres haies femmes
| Rang | Athlète              | Pays               | Performance |
| ---- | -------------------- | ------------------ | ----------- |
| 1    | Maureen Caird        | Australie          | 10 s 3 (RO) |
| 2    | Pam Kilborn          | Australie          | 10 s 4      |
| 3    | Chi Cheng            | Taipei chinois     | 10 s 4      |
| 4    | Patty van Wolvelaere | États-Unis         | 10 s 5      |
| 5    | Karin Balzer         | Allemagne de l'Est | 10 s 6      |
| 6    | Danuta Straszynska   | Pologne            | 10 s 6      |
| 7    | Elzbieta Zebrowska   | Pologne            | 10 s 6      |
| 8    | Tatyana Talysheva    | Union soviétique   | 10 s 7      |

### 110 mètres haies hommes
| Rang | Athlète          | Pays                 | Performance |
| ---- | ---------------- | -------------------- | ----------- |
| 1    | Willie Davenport | États-Unis           | 13 s 3 (RO) |
| 2    | Ervin Hall       | États-Unis           | 13 s 4      |
| 3    | Eddy Ottoz       | Italie               | 13 s 4      |
| 4    | Leon Coleman     | États-Unis           | 13 s 6      |
| 5    | Werner Trzmiel   | Allemagne de l'Ouest | 13 s 6      |
| 6    | Bo Forssander    | Suède                | 13 s 7      |
| 7    | Marcel Duriez    | France               | 13 s 7      |
| 8    | Pierre Schoebel  | France               | 14 s 0      |

### 400 mètres haies hommes
| Rang | Athlète                | Pays                 | Performance |
| ---- | ---------------------- | -------------------- | ----------- |
| 1    | Dave Hemery            | Royaume-Uni          | 48 s 1 (RM) |
| 2    | Gerhard Hennige        | Allemagne de l'Ouest | 49 s 0      |
| 3    | John Sherwood          | Royaume-Uni          | 49 s 0      |
| 4    | Geoff Vanderstock      | États-Unis           | 49 s 0      |
| 5    | Vyacheslav Skomorokhov | Union soviétique     | 49 s 1      |
| 6    | Ron Whitney            | États-Unis           | 49 s 2      |
| 7    | Rainer Schubert        | Allemagne de l'Ouest | 49 s 2      |
| 8    | Roberto Frinolli       | Italie               | 50 s 1      |

### 3 000 mètres steeple hommes
| Rang | Athlète           | Pays             | Performance  |
| ---- | ----------------- | ---------------- | ------------ |
| 1    | Amos Biwott       | Kenya            | 8 min 51 s 0 |
| 2    | Benjamin Kogo     | Kenya            | 8 min 51 s 6 |
| 3    | George Young      | États-Unis       | 8 min 51 s 8 |
| 4    | Kerry O'Brien     | Australie        | 8 min 52 s 0 |
| 5    | Alexander Morozov | Union soviétique | 8 min 55 s 8 |
| 6    | Mikhail Zhelev    | Bulgarie         | 8 min 58 s 4 |
| 7    | Gaston Roelants   | Belgique         | 8 min 59 s 4 |
| 8    | Arne Risa         | Norvège          | 9 min 09 s 0 |

## Relais

### 4 × 100 mètres hommes
| Rang | Athlètes                                                          | Pays                 | Performance |
| ---- | ----------------------------------------------------------------- | -------------------- | ----------- |
| 1    | Charles Greene Melvin Pender Ronnie Ray Smith Jim Hines           | États-Unis           | 38 s 2 (RM) |
| 2    | Hermes Ramírez Juan Morales Pablo Montes Enrique Figuerola        | Cuba                 | 38 s 3      |
| 3    | Gérard Fenouil Jocelyn Delecour Claude Piquemal Roger Bambuck     | France               | 38 s 4      |
| 4    | Errol Stewart Michael Fray Clifton Forbes Lennox Miller           | Jamaïque             | 38 s 4      |
| 5    | Heinz Erbstösser Hartmut Schelter Peter Haase Harald Eggers       | Allemagne de l'Est   | 38 s 6      |
| 6    | Karl-Peter Schmidtke Gert Metz Gerhard Wucherer Joachim Eigenherr | Allemagne de l'Ouest | 38 s 7      |
| 7    | Sergio Ottolina Ennio Preatoni Angelo Sguazzero Livio Berruti     | Italie               | 39 s 2      |
| 8    | Wieslaw Maniak Edward Romanowski Zenon Nowosz Marian Dudziak      | Pologne              | 39 s 2      |

### 4 × 100 mètres femmes
| Rang | Athlètes                                                              | Pays                 | Performance |
| ---- | --------------------------------------------------------------------- | -------------------- | ----------- |
| 1    | Barbara Ferrell Margaret Bailes Mildrette Netter Wyomia Tyus          | États-Unis           | 42 s 8 (RM) |
| 2    | Marlene Elejalde Fulgencia Romay Violeta Quesada Miguelina Cobian     | Cuba                 | 43 s 3      |
| 3    | Lyudmila Zharkova Galina Bukharina Vera Popkova Lyudmila Samotysova   | Union soviétique     | 43 s 4      |
| 4    | Wilma van den Berg Mieke Sterk Truus Hennipman Corrie Bakker          | Pays-Bas             | 43 s 4      |
| 5    | Jennifer Lamy Joyce Bennett Raelene Boyle Dianne Burge                | Australie            | 43 s 4      |
| 6    | Renate Meyer Jutta Stöck Rita Jahn Ingrid Becker                      | Allemagne de l'Ouest | 43 s 7      |
| 7    | Anita Neil Maureen Tranter Janet Simpson Lillian Board                | Royaume-Uni          | 43 s 8      |
| 8    | Michèle Alayrangues Gabrielle Meyer Nicole Montandon Sylviane Telliez | France               | 44 s 2      |

### 4 × 400 mètres hommes
| Rang | Athlètes                                                                | Pays                 | Performance        |
| ---- | ----------------------------------------------------------------------- | -------------------- | ------------------ |
| 1    | Vincent Matthews Ron Freeman Larry James Lee Evans                      | États-Unis           | 2 min 56 s 16 (RM) |
| 2    | Daniel Rudisha Hezahiah Nyamau Naftali Bon Charles Asati                | Kenya                | 2 min 59 s 6       |
| 3    | Helmar Müller Manfred Kinder Gerhard Hennige Martin Jellinghaus         | Allemagne de l'Ouest | 3 min 00 s 5       |
| 4    | Stanisław Grędziński Jan Balachowski Jan Werner Andrzej Badenski        | Pologne              | 3 min 00 s 5       |
| 5    | Martin Winbolt-Lewis Colin Campbell David Hemery John Sherwood          | Royaume-Uni          | 3 min 01 s 2       |
| 6    | George Simon Euric Bobb Benedict Cayenne Edwin Roberts                  | Trinité-et-Tobago    | 3 min 04 s 5       |
| 7    | Sergio Ottolina Giacomo Puosi Furio Fusi Sergio Bello                   | Italie               | 3 min 04 s 6       |
| 8    | Jean-Claude Nallet Jacques Carette Gilles Bertould Jean-Pierre Boccardo | France               | 3 min 07 s 5       |

## Courses sur route

### Marathon hommes
| Rang | Athlète        | Pays             | Performance       |
| ---- | -------------- | ---------------- | ----------------- |
| 1    | Mamo Wolde     | Éthiopie         | 2 h 20 min 26 s 4 |
| 2    | Kenji Kimihara | Japon            | 2 h 23 min 31 s 0 |
| 3    | Mike Ryan      | Nouvelle-Zélande | 2 h 23 min 45 s 0 |
| 4    | Ismail Akcay   | Turquie          | 2 h 25 min 18 s 8 |
| 5    | Bill Adcocks   | Royaume-Uni      | 2 h 25 min 33 s 0 |
| 6    | Gabrou Merawi  | Éthiopie         | 2 h 27 min 16 s 8 |
| 7    | Derek Clayton  | Australie        | 2 h 27 min 23 s 8 |
| 8    | Tim Johnston   | Royaume-Uni      | 2 h 28 min 04 s 8 |

### 20 km marche hommes
| Rang | Athlète              | Pays               | Performance       |
| ---- | -------------------- | ------------------ | ----------------- |
| 1    | Volodymyr Holubnychy | Union soviétique   | 1 h 33 min 58 s 4 |
| 2    | José Pedraza Zuniga  | Mexique            | 1 h 34 min 00 s 0 |
| 3    | Mykola Smaha         | Union soviétique   | 1 h 34 min 03 s 4 |
| 4    | Rudolph Haluza       | États-Unis         | 1 h 35 min 00 s 2 |
| 5    | Gerhard Sperling     | Allemagne de l'Est | 1 h 35 min 27 s 2 |
| 6    | Otto Barch           | Union soviétique   | 1 h 36 min 16 s 8 |
| 7    | Hans-Georg Reimann   | Allemagne de l'Est | 1 h 36 min 31 s 4 |
| 8    | Stefan Ingvarsson    | Suède              | 1 h 36 min 43 s 4 |

### 50 km marche hommes
| Rang | Athlète             | Pays               | Performance       |
| ---- | ------------------- | ------------------ | ----------------- |
| 1    | Christoph Höhne     | Allemagne de l'Est | 4 h 20 min 13 s 6 |
| 2    | Antal Kiss          | Hongrie            | 4 h 30 min 17 s 0 |
| 3    | Larry Young         | États-Unis         | 4 h 31 min 55 s 4 |
| 4    | Peter Selzer        | Allemagne de l'Est | 4 h 33 min 09 s 8 |
| 5    | Stig-Erik Lindberg  | Suède              | 4 h 34 min 05 s 0 |
| 6    | Vittorio Visini     | Italie             | 4 h 36 min 33 s 2 |
| 7    | Brian Eley          | Royaume-Uni        | 4 h 37 min 33 s 0 |
| 8    | Jose Pedraza Zuniga | Mexique            | 4 h 37 min 52 s 0 |

## Sauts

### Saut en hauteur hommes
| Rang | Athlète            | Pays                 | Performance |
| ---- | ------------------ | -------------------- | ----------- |
| 1    | Dick Fosbury       | États-Unis           | 2,24 m (RO) |
| 2    | Ed Caruthers       | États-Unis           | 2,22 m      |
| 3    | Valentin Gavrilov  | Union soviétique     | 2,20 m      |
| 4    | Valeriy Skvortsov  | Union soviétique     | 2,16 m      |
| 5    | Reynaldo Brown     | États-Unis           | 2,14 m      |
| 6    | Giacomo Crosa      | Italie               | 2,14 m      |
| 7    | Günther Spielvogel | Allemagne de l'Ouest | 2,14 m      |
| 8    | Lawrence Peckham   | Australie            | 2,12 m      |

### Saut en hauteur femmes
| Rang | Athlète             | Pays               | Performance |
| ---- | ------------------- | ------------------ | ----------- |
| 1    | Miloslava Rezková   | Tchécoslovaquie    | 1,82 m      |
| 2    | Antonina Okorokova  | Union soviétique   | 1,80 m      |
| 3    | Valentina Kozyr     | Union soviétique   | 1,80 m      |
| 4    | Jaroslava Valentova | Tchécoslovaquie    | 1,78 m      |
| 5    | Rita Schmidt        | Allemagne de l'Est | 1,78 m      |
| 6    | Maria Faithova      | Tchécoslovaquie    | 1,78 m      |
| 7    | Karin Schulze       | Allemagne de l'Est | 1,76 m      |
| 8    | Ilona Gusenbauer    | Autriche           | 1,76 m      |

### Saut à la perche hommes
| Rang | Athlète               | Pays                 | Performance |
| ---- | --------------------- | -------------------- | ----------- |
| 1    | Bob Seagren           | États-Unis           | 5,40 m (RO) |
| 2    | Claus Schiprowski     | Allemagne de l'Ouest | 5,40 m      |
| 3    | Wolfgang Nordwig      | Allemagne de l'Est   | 5,40 m      |
| 4    | Christos Papanikolaou | Grèce                | 5,35 m      |
| 5    | John Pennel           | États-Unis           | 5,35 m      |
| 6    | Gennadiy Bliznetsov   | Union soviétique     | 5,30 m      |
| 7    | Hervé d'Encausse      | France               | 5,25 m      |
| 8    | Heinfrid Engel        | Allemagne de l'Ouest | 5,20 m      |

### Saut en longueur hommes
| Rang | Athlète            | Pays               | Performance |
| ---- | ------------------ | ------------------ | ----------- |
| 1    | Bob Beamon         | États-Unis         | 8,90 m (RM) |
| 2    | Klaus Beer         | Allemagne de l'Est | 8,19 m      |
| 3    | Ralph Boston       | États-Unis         | 8,16 m      |
| 4    | Igor Ter-Ovanesyan | Union soviétique   | 8,12 m      |
| 5    | Tõnu Lepik         | Union soviétique   | 8,09 m      |
| 6    | Allen Crawley      | Australie          | 8,02 m      |
| 7    | Jack Pani          | France             | 7,97 m      |
| 8    | Andrzej Stalmach   | Pologne            | 7,94 m      |

### Saut en longueur femmes
| Rang | Athlète              | Pays                 | Performance |
| ---- | -------------------- | -------------------- | ----------- |
| 1    | Viorica Viscopoleanu | Roumanie             | 6,82 m (RM) |
| 2    | Sheila Sherwood      | Royaume-Uni          | 6,68 m      |
| 3    | Tatyana Talysheva    | Union soviétique     | 6,66 m      |
| 4    | Burghild Wieczorek   | Allemagne de l'Est   | 6,48 m      |
| 5    | Miroslawa Sarna      | Pologne              | 6,47 m      |
| 6    | Ingrid Becker        | Allemagne de l'Ouest | 6,43 m      |
| 7    | Berit Berthelsen     | Norvège              | 6,40 m      |
| 8    | Heide Rosendahl      | Allemagne de l'Ouest | 6,40 m      |

### Triple saut hommes
| Rang | Athlète          | Pays             | Performance  |
| ---- | ---------------- | ---------------- | ------------ |
| 1    | Viktor Saneïev   | Union soviétique | 17,39 m (RM) |
| 2    | Nelson Prudencio | Brésil           | 17,27 m      |
| 3    | Giuseppe Gentile | Italie           | 17,22 m      |
| 4    | Art Walker       | États-Unis       | 17,12 m      |
| 5    | Nikolay Dudkin   | Union soviétique | 17,09 m      |
| 6    | Philip May       | Australie        | 17,02 m      |
| 7    | Józef Szmidt     | Pologne          | 16,89 m      |
| 8    | Mansour Dia      | Sénégal          | 16,73 m      |

## Lancers

### Lancer du poids hommes
| Rang | Athlète              | Pays                 | Performance  |
| ---- | -------------------- | -------------------- | ------------ |
| 1    | Randy Matson         | États-Unis           | 20,54 m (RO) |
| 2    | George Woods         | États-Unis           | 20,12 m      |
| 3    | Eduard Gushchin      | Union soviétique     | 20,09 m      |
| 4    | Dieter Hoffmann      | Allemagne de l'Est   | 20,00 m      |
| 5    | David Maggard        | États-Unis           | 19,43 m      |
| 6    | Wladyslaw Komar      | Pologne              | 19,28 m      |
| 7    | Uwe Grabe            | Allemagne de l'Est   | 19,03 m      |
| 8    | Heinfried Birlenbach | Allemagne de l'Ouest | 18,80 m      |

### Lancer du poids femmes
| Rang | Athlète              | Pays                 | Performance  |
| ---- | -------------------- | -------------------- | ------------ |
| 1    | Margitta Gummel      | Allemagne de l'Est   | 19,61 m (RM) |
| 2    | Marita Lange         | Allemagne de l'Est   | 18,78 m      |
| 3    | Nadezhda Chizhova    | Union soviétique     | 18,19 m      |
| 4    | Judit Bognar         | Hongrie              | 17,78 m      |
| 5    | Renate Boy           | Allemagne de l'Est   | 17,72 m      |
| 6    | Ivanka Hristova      | Bulgarie             | 17,25 m      |
| 7    | Marlene Fuchs        | Allemagne de l'Ouest | 17,11 m      |
| 8    | Elsemia van Noorduyn | Pays-Bas             | 16,23 m      |

### Lancer du disque hommes
| Rang | Athlète           | Pays               | Performance  |
| ---- | ----------------- | ------------------ | ------------ |
| 1    | Al Oerter         | États-Unis         | 64,78 m (RO) |
| 2    | Lothar Milde      | Allemagne de l'Est | 63,08 m      |
| 3    | Ludvik Danek      | Tchécoslovaquie    | 62,92 m      |
| 4    | Hartmut Losch     | Allemagne de l'Est | 62,12 m      |
| 5    | Jay Silvester     | États-Unis         | 61,78 m      |
| 6    | Gary Carlsen      | États-Unis         | 59,46 m      |
| 7    | Edmund Piątkowski | Pologne            | 59,40 m      |
| 8    | Ricky Bruch       | Suède              | 59,28 m      |

### Lancer du disque femmes
| Rang | Athlète             | Pays                 | Performance  |
| ---- | ------------------- | -------------------- | ------------ |
| 1    | Lia Manoliu         | Roumanie             | 58,28 m (RO) |
| 2    | Liesel Westermann   | Allemagne de l'Ouest | 57,76 m      |
| 3    | Jolán Kleiber       | Hongrie              | 54,90 m      |
| 4    | Anita Otto          | Allemagne de l'Est   | 54,40 m      |
| 5    | Antonina Popova     | Union soviétique     | 53,42 m      |
| 6    | Olga Connolly       | États-Unis           | 52,96 m      |
| 7    | Christine Spielberg | Allemagne de l'Est   | 52,86 m      |
| 8    | Brigitte Berendonk  | Allemagne de l'Ouest | 52,80 m      |

### Lancer du marteau hommes
| Rang | Athlète             | Pays               | Performance  |
| ---- | ------------------- | ------------------ | ------------ |
| 1    | Gyula Zsivótzky     | Hongrie            | 73,36 m (RO) |
| 2    | Romuald Klim        | Union soviétique   | 73,28 m      |
| 3    | Lázár Lovász        | Hongrie            | 69,78 m      |
| 4    | Takeo Sugawara      | Japon              | 69,78 m      |
| 5    | Sándor Eckschmidt   | Hongrie            | 69,46 m      |
| 6    | Gennadiy Kondrashov | Union soviétique   | 69,08 m      |
| 7    | Reinhard Theimer    | Allemagne de l'Est | 68,84 m      |
| 8    | Helmut Baumann      | Allemagne de l'Est | 68,26 m      |

### Lancer du javelot hommes
| Rang | Athlète            | Pays               | Performance  |
| ---- | ------------------ | ------------------ | ------------ |
| 1    | Janis Lusis        | Union soviétique   | 90,10 m (RO) |
| 2    | Jorma Kinnunen     | Finlande           | 88,58 m      |
| 3    | Gergely Kulcsár    | Hongrie            | 87,06 m      |
| 4    | Wladislaw Nikiciuk | Pologne            | 85,70 m      |
| 5    | Manfred Stolle     | Allemagne de l'Est | 84,42 m      |
| 6    | Åke Nilsson        | Suède              | 83,48 m      |
| 7    | Janusz Sidlo       | Pologne            | 80,58 m      |
| 8    | Urs von Wartburg   | Suisse             | 80,56 m      |

### Lancer du javelot femmes
| Rang | Athlète          | Pays                 | Performance |
| ---- | ---------------- | -------------------- | ----------- |
| 1    | Angela Nemeth    | Hongrie              | 60,36 m     |
| 2    | Mihaela Penes    | Roumanie             | 59,92 m     |
| 3    | Eva Janko        | Autriche             | 58,04 m     |
| 4    | Marta Rudas      | Hongrie              | 56,38 m     |
| 5    | Daniela Jaworska | Pologne              | 56,06 m     |
| 6    | Natasa Urbancic  | Yougoslavie          | 55,42 m     |
| 7    | Ameli Koloska    | Allemagne de l'Ouest | 55,20 m     |
| 8    | Kaisa Launela    | Finlande             | 53,96 m     |

## Épreuves combinées

### Décathlon hommes
| Rang | Athlète            | Pays                 | Performance    |
| ---- | ------------------ | -------------------- | -------------- |
| 1    | Bill Toomey        | États-Unis           | 8 193 pts (RO) |
| 2    | Hans-Joachim Walde | Allemagne de l'Ouest | 8 111 pts      |
| 3    | Kurt Bendlin       | Allemagne de l'Ouest | 8 064 pts      |
| 4    | Nikolay Avilov     | Union soviétique     | 7 909 pts      |
| 5    | Joachim Kirst      | Allemagne de l'Est   | 7 861 pts      |
| 6    | Tom Waddell        | États-Unis           | 7 720 pts      |
| 7    | Richard Sloan      | États-Unis           | 7 692 pts      |
| 8    | Steen Smidt-Jensen | Danemark             | 7 648 pts      |

### Pentathlon femmes
| Rang | Athlète               | Pays                 | Performance |
| ---- | --------------------- | -------------------- | ----------- |
| 1    | Ingrid Mickler-Becker | Allemagne de l'Ouest | 5 098 pts   |
| 2    | Liese Prokop          | Autriche             | 4 966 pts   |
| 3    | Annamaria Toth        | Hongrie              | 4 959 pts   |
| 4    | Valentina Tikhomirova | Union soviétique     | 4 927 pts   |
| 5    | Manon Bornholdt       | Allemagne de l'Ouest | 4 890 pts   |
| 6    | Pat Winslow           | États-Unis           | 4 877 pts   |
| 7    | Inge Bauer            | Allemagne de l'Est   | 4 849 pts   |
| 8    | Meta Antenen          | Suisse               | 4 848 pts   |